# William Kokolo
William Kokolo, né le 9 juin 2000 à Paris, est un footballeur franco-congolais qui évolue au poste d'arrière gauche au Stade lavallois.

## Biographie

### Débuts et formation
William Kokolo, né le 9 juin 2000 à Paris, commence le football en France du côté de l'AAS Sarcelles, il quitte en 2015 le club Franciliens, pour s'engager avec l'AS Monaco. 
En septembre 2017, William Kokolo s'envole vers l'Angleterre, où il intègre les U18 du Sunderland AFC où il effectue un total de 20 matchs pour 3 passes décisives durant 1 saison en U18 Premier League et en FA Youth Cup. En juillet 2018, il monte d'échelons et intègre les U23 du Sunderland AFC où il effectue un total de 24 matchs durant 3 saisons en Premier League 2.
Le 6 décembre 2018, William Kokolo est prêté au Darlington FC en National League North. Il dispute 9 matchs sous les couleurs noires et blanches.  

### Middlesbrough FC
Le 11 mars 2020, William Kokolo rejoint les U23 du Middlesbrough FC, il paraphe un contrat de deux saisons, soit jusqu'en 2022. Il effectue un total de 33 matchs et 3 passes décisive durant 2 saisons en Premier League 2. 
Il fait ses débuts pour l'équipe première du Middlesbrough FC, le 2 novembre 2021, remplaçant Onel Hernández, lors de la 16e journée d'EFL Championship contre Luton Town (défaite 3-1). William Kokolo effectuera 2 matchs avec les Boro.

### Burton Albion
Le 11 janvier 2022, William Kokolo s'engage librement au Burton Albion. 
Il fait ses débuts pour le Burton Albion, le 22 janvier 2022, remplaçant Terry Taylor (footballer) (en), lors de la 29e journée d'EFL League One contre l'AFC Wimbledon (match nul 1-1). 
Le 1er mars 2022, lors de la 24e journée d'EFL League One contre Sheffield Wednesday, Kokolo inscrit son premier but avec le Burton Albion (défaite 5-2).
William Kokolo effectuera 16 matchs pour 1 but et une passe décisive avec les Brewers.

### Swindon Town
Le 11 novembre 2023, après environ cinq mois passés sans club, William Kokolo s'engage librement au Swindon Town, il paraphe un contrat à court terme de trois mois. 
Il fait ses débuts pour le Swindon Town, le 11 novembre 2023, lors de la 17e journée d'EFL League Two contre le Stockport County (défaite 4-2).
Le 5 janvier 2024, Kokolo prolonge de six mois avec Swindon Town, soit jusqu'à la fin de saison.
Le 6 avril 2024, lors de la 43e journée d'EFL League One contre le Barrow AFC, Kokolo inscrit son premier but avec le Swindon Town (victoire 2-0).
William Kokolo effectuera 29 matchs pour 2 buts et 2 passes décisives avec les The Robins.

### Stade lavallois
Le 10 juillet 2024, William Kokolo s'engage librement au Stade lavallois, il paraphe un contrat de trois saisons, soit jusqu'en 2027. 
William Kokolo fait ses débuts pour le Stade lavallois, le 16 août 2024, remplaçant Amin Cherni, lors de la 1ère journée de Ligue 2 contre le Grenoble Foot 38 (défaite 2-1).
Le 7 mars 2025, lors de la 26e journée de Ligue 2 contre le SM Caen, Kokolo inscrit son premier but avec le Stade lavallois (victoire 1-0).